# Verbe modal
L'auxiliaire modal ou semi-auxiliaire modal (du latin modus,-i, « mesure musicale, mode, manière ») est un des outils linguistiques parmi d'autres permettant d'exprimer une modalité, c'est-à-dire de présenter un fait comme possible, impossible, nécessaire, permis, obligatoire, souhaitable, vraisemblable. L'énoncé Il travaille est une affirmation simple, rendant compte d'un fait, alors que Il peut ou Il doit travailler sont des assertions modalisées par le recours aux verbes pouvoir et devoir. Ces deux verbes ainsi que sembler et paraître sont les semi-auxiliaires modaux du français selon la plupart des grammairiens[réf. nécessaire]. 
Cette liste ne fait pas en effet consensus et certains[réf. nécessaire] y ajoutent d'autres verbes comme vouloir, savoir, aimer ou d'autres verbes (penser, croire, espérer...). Ces désaccords tiennent à la difficulté de catégoriser ce type de verbes dans les langues romanes, dont le français. La notion de modalisation trouve sa source dans la logique, en particulier le De Interpretatione d'Aristote et la logique modale qui en est issue, ce qui conduit à catégoriser souvent ces verbes selon des critères purement sémantiques, utiles mais insuffisants pour établir une classe d'auxiliaires distincte des verbes lexicaux. Pour s'assurer de l'existence d'une telle catégorie grammaticale, il faut donc aussi mettre en évidence des propriétés morphologiques ou syntaxiques qui justifient le terme de « semi-auxiliaires », ce qui est facile dans les langues germaniques, par exemple, mais beaucoup moins en français et plus généralement dans les langues romanes.
Les auxiliaires modaux ne sont qu'un type de marqueur de la modalité parmi bien d'autres et les langues dépourvues de cette catégorie grammaticale ne sont pas rares. Le français exprime la modalité par de nombreux autres procédés d'expression : des adverbes comme peut-être, des modes verbaux comme l'impératif ou le subjonctif, mais aussi des verbes lexicaux ou locutions verbales comme souhaiter, il est possible de/que...

## La catégorie grammaticale des auxiliaires modaux
La catégorie grammaticale des auxiliaires modaux est rejetée par certains grammairiens, qui considèrent les verbes désignés comme tels comme relevant du lexique et non de la grammaire. Toutes les langues possèdent des verbes exprimant diverses modalités qualifiées traditionnellement d'aléthiques (possible, nécessaire), de déontiques (obligation, devoir, autorisation), d'épistémiques (certitude, incertitude), de subjectives (volonté). Mais les caractériser par leur seule signification remet en cause l'existence de cette catégorie grammaticale ; son existence implique des propriétés morpho-syntaxiques propres qui les distinguent des verbes lexicaux et les rapprochent des autres auxiliaires. Or de ce point de vue les langues présentent des situations fort différentes. La famille anglo-saxonne possède une série de verbes modaux aux caractéristiques spécifiques. Ainsi malgré la proximité de sens entre I have to leave et I must leave (je dois partir) , seul le second verbe anglais est considéré comme un modal, parce qu'il s'ajoute à la construction verbale I leave sans en modifier la structure. Au contraire il existe en français et dans les langues romanes des verbes exprimant les modalités fondamentales, mais qu'il est difficile de distinguer grammaticalement des autres verbes.

### Les auxiliaires modaux du français
Ils constituent une sous-catégorie de ce que la grammaire traditionnelle appelle les verbes semi-auxiliaires. Toutefois, on rencontre le terme de modal appliqué à tous les semi-auxiliaires pour opposer nettement les auxiliaires aspectuels et modaux à être et avoir, auxiliaires fondamentaux du français.

#### Leurs caractéristiques morpho-syntaxiques
Ces verbes modaux occupent la même place que les auxiliaires de base comme avoir ou être et donc appartenir à la même proposition que le verbe qu'il modifie : Les phrases il faut que tu viennes et tu dois venir ont un sens quasi identique, mais seul le second verbe modal est un auxiliaire. Ils sont d'autre part dépourvus de propriétés présentées par les verbes lexicaux :
1. Ils ne s'emploient pas à l'impératif
2. Ils ne s'emploient pas au passif
3. Propriété plus fondamentale : ce sont des verbes dépourvus de  valence [3] : ils s'ajoutent à n'importe quel verbe, que son sujet soit animé ou non, impersonnel ou non (Il peut pleuvoir / Je peux me reposer) sans modifier sa construction.

Une façon de les identifier consiste à modifier la structure syntaxique en s'assurant que dans le groupe composé de deux verbes, le second ne fonctionne pas comme un nom complément du premier et donc ne peut pas être pronominalisé ou bien que les deux verbes ne peuvent pas être séparés l'un de l'autre en détachant l'un ou l'autre au moyen d'une tournure emphatique.

#### Modalité épistémique ou radicale
D'un point de vue sémantique, l'expression de la modalité peut porter sur l'ensemble de l'énoncé ou seulement sur le rapport entre le sujet et le prédicat: : l'une, qualifiée d'épistémique, indique le degré de véracité que le locuteur accorde à son énoncé ; l'autre, qualifiée de radicale ou d'agentive, exprime l'appréciation portée par le locuteur sur une disposition du sujet nécessaire à la réalisation du  procès, capacité ou obligation . Une phrase comme Marc peut réussir signifie selon le contexte : il se peut que Marc réussisse (modalité épistémique) ou bien Marc est capable de réussir (modalité radicale). La modalité épistémique relève de l'être (la proposition Marc réussira peut être vraie) ; la modalité radicale relève du "faire" (la réussite de Marc est réalisable).
La distinction logique fondamentale, qui remonte à Thomas d'Aquin et oppose la modalité de dicto (extraprédicative) à la modalité de re (intraprédicative) est ainsi généralement transposée en linguistique, bien qu'elle soit contestée par certains linguistes qui considèrent la modalité épistémique comme une modalité parmi les autres.

##### Les auxiliaires de modalité épistémique: sembler, paraître, pouvoir, devoir
Les deux premiers de ces verbes ont différentes constructions et ne sont auxiliaires que dans la structure :
Margot semble avoir tiré grand bénéfice de son séjour en Espagne.
La situation paraît empirer au Moyen-Orient
Pouvoir et devoir ont aussi une valeur épistémique dans certains de leurs emplois :
Attendons-le ; il peut encore arriver par le train de dix-huit heures.
Il doit avoir singulièrement changé
Dans ces exemples, ces auxiliaires ont le sens de Il se peut que, il est possible que ..., peut-être que ... et  il est probable que, il est vraisemblable que ....
Ces verbes ainsi employés peuvent être considérés comme des auxiliaires, puisqu’ils ne semblent pas suivis d'un infinitif complément d'objet sous forme de pronom (Les pronominalisations aboutissent à des phrases agrammaticales :* Margot le semble ;  *Que peut-il encore ? ; *Il le doit ? ou peu grammaticales : ? Il le peut encore) .
La modalité épistémique peut être renforcée : Dans la phrase, Il pouvait avoir environ quarante ans / dans les quarante ans, s'ajoute à l'auxiliaire modal un adverbe modal d'approximation.

##### Les auxiliaires de modalité radicale: pouvoir, devoir, avoir à
Dans leur emploi intraprédicatif les auxiliaires modaux sont susceptibles d'exprimer diverses significations . Ainsi, la phrase Luc peut venir à vélo, outre sa portée épistémique envisageable (Il est possible que Luc vienne à vélo) permet au moins trois autres interprétations :
1. Luc a la permission de venir à vélo (valeur dite déontique)
2. Luc est capable de venir à vélo (valeur aléthique : aptitude du sujet)
3. Les conditions matérielles permettent à Luc de venir à vélo (valeur aléthique : possibilité externe)

Certains  ajoutent une quatrième valeur, dite de sporadicité, pouvoir correspondant à parfois, il arrive que . Mais comme il s'agit d'une modalité de l'être, il est plus juste de les rapprocher de la modalité épistémique . C'est le cas dans la phrase :Les éléphants peuvent se montrer dangereux.
Le verbe devoir peut avoir, lui aussi, une valeur aléthique ou une valeur déontique. Dans le premier cas, il rend compte d'une nécessité qui ne dépend pas du jugement du locuteur :
Une porte doit être ouverte ou fermée ; on ne doit pas dire "aller en vélo", mais "aller à vélo".
Dans le second cas, il exprime une obligation imposée au sujet par une ou des instances extérieures ou par lui-même :
Tous les enfants doivent être scolarisés à partir de six ans ; je dois terminer ce travail avant demain.
Ces verbes sont donc polysémiques, mais le contexte évite le plus souvent toute ambiguïté.
Le verbe avoir + à est employé comme équivalent de devoir déontique : J'ai à terminer ce travail avant demain.
(devoir est par ailleurs utilisé comme auxiliaire du futur)

### Les auxiliaires modaux dans les langues romanes
La difficulté de distinguer auxiliaires modaux et verbes lexicaux n'est pas propre au 
français, mais se retrouve dans les autres langues romanes qui recourent souvent à d'autres moyens pour exprimer la modalité. Ne sont indiqués ici que les verbes fonctionnant indéniablement comme des auxiliaires. La construction habituelle est la mise à l'infinitif du verbe principal, l'auxiliaire qui le précède exprimant tous les morphèmes caractéristiques de la conjugaison. Comme leurs équivalents français pouvoir et devoir, principaux verbes modaux, ont une double fonction : ou bien ils modulent le rapport qu'entretiennent le sujet grammatical et le prédicat qui a pour noyau le verbe principal (capacité, obligation), ou bien ils expriment le jugement de l'énonciateur sur l'information fournie par la phrase (emploi épistémique : possibilité, probabilité).
- Expression de la capacité

Un verbe issu du latin posse, potest (pouvoir, il peut) se retrouve dans toutes les langues romanes : en roumain, a putea, poate ; en italien, potere, può ; en espagnol, poder, puede ; en portugais, poder, pode. On ne le range dans les auxiliaires (ou semi-auxiliaires) que s'il s'intercale entre un sujet personnel et l'infinitif du verbe principal comme dans No puedes venir (espagnol) ou Nu poţi veni (roumain), tu ne peux pas venir, mais non dans des constructions impersonnelles comme Puede ser que (Il se peut que) en espagnol ou lorsqu'il est suivi d'une subordonnée comme il peut être employé en roumain Nu pot să cânt (négation + je peux + que + je chante) , mais il est notable que c'est un des très rares verbes de cette langue qui puisse aussi se construire avec un infinitif.
- Expression de l'obligation

Le latin debere,debeo a abouti en italien à dovere, deve ; en espagnol à  deber, debe ; en portugais à dever, deve. Ce verbe n'existe pas en roumain, l'obligation s'exprimant principalement avec le verbe impersonnel Trebuie să ... (Il faut que...).
Une manière d'exprimer l'obligation en latin était d'utiliser le gérondif ou l'adjectif verbal : « Legendum est » (« Il faut lire ») ; « hic liber legendus est » (« ce livre doit être lu »). Cette grammaticalisation de la notion d'obligation se retrouve en italien mais avec le verbe andare (aller) accompagné d'un participe passé : Questo libro va letto per l'esame (ce livre doit être lu pour l'examen) ; Va detto ... (Il faut dire...) ainsi qu'en corse avec le verbe vulè / volè (vouloir) : Ci vole à parte (Il faut partir).
- Expression de la volonté

La seule des langues romanes qui présente sans conteste un semi-auxiliaire de volonté est l'italien, puisque
volere, issu du latin velle,vult partage avec potere et dovere, appelés tous trois  verbi servili, la propriété spécifique à cette langue de ne pas influencer aux temps composés le choix de l'auxiliaire temporel : Ha potuto /dovuto / prendere l'aereo (Il a dû prendre l'avion) parce que prendere se conjugue avec avere, mais É potuto / dovuto / voluto partire per Milano (Il a dû partir pour Milan), parce que partire se conjugue avec essere.
- L'emploi épistémique des verbes modaux

Les équivalents de pouvoir et devoir expriment par ailleurs la possibilité ou la probabilité de la survenue du fait rapporté par la phrase. C'est ce qu'on appelle l'emploi épistémique des auxiliaires modaux. Ainsi la phrase en Portugais Devemos ter feito algum desvio signifie selon le moment de l'énonciation Il nous a fallu faire un détour (emploi non épistémique) ou Il est probable que nous avons fait un détour (emploi épistémique).

### Les auxiliaires modaux dans les langues germaniques
Les langues germaniques possèdent une série de modaux aux propriétés morphologiques et syntactiques spécifiques. Ainsi, en anglais, les verbes can, may, must, shall, will et, partiellement, ought, need et dare constituent une sous-classe d'auxiliaires. Ils se différencient en effet des verbes lexicaux morphologiquement par leur caractère défectif, leur conjugaison invariable et syntaxiquement par le non-recours à l'auxiliaire do et l'absence de la préposition to devant le verbe qu'ils modifient. Ces caractéristiques se retrouvent dans toutes les langues germaniques (à l'exception de l'usage de do qui n'a pas d'équivalent).
La plupart de ces modaux des langues germaniques sont étymologiquement apparentés et proches dans leur emploi et leur sens Le tableau suivant confronte la morphologie des verbes lexicaux réguliers et des auxiliaires modaux au présent de l'indicatif. (Leur conjugaison au prétérit est identique aux autres verbes.)
|           | Allemand                      | Allemand                     | Luxembourgeois                | Luxembourgeois               | Anglais                       | Anglais                   | Néerlandais                  | Néerlandais                  | Bas saxon                    | Bas saxon                   | Suédois                     | Suédois                     |
| --------- | ----------------------------- | ---------------------------- | ----------------------------- | ---------------------------- | ----------------------------- | ------------------------- | ---------------------------- | ---------------------------- | ---------------------------- | --------------------------- | --------------------------- | --------------------------- |
| Infinitif | Verbe lexical spielen (jouer) | Verbe modal können (pouvoir) | Verbe lexical spillen (jouer) | Verbe modal kënnen (pouvoir) | Verbe lexical to play (jouer) | Verbe modal can (pouvoir) | Verbe lexical spelen (jouer) | Verbe modal kunnen (pouvoir) | Verbe lexical spelen (jouer) | Verbe modal könen (pouvoir) | Verbe lexical spela (jouer) | Verbe modal kunna (pouvoir) |
| 1S        | ich spiele                    | ich kann                     | ech spillen                   | ech kann                     | I play                        | I can                     | ik speel                     | ik kan                       | ick speel                    | ick kann                    | jag spelar                  | jag kan                     |
| 2S        | du spielst                    | du kannst                    | du spills                     | du kanns                     | you play                      | you can                   | je speelt                    | je kunt                      | du speelst                   | du kannst                   | du spelar                   | du kan                      |
| 3S        | er spielt                     | er kann                      | hien spillt                   | hien kann                    | he plays                      | he can                    | hij speelt                   | hij kan                      | he speelt                    | he kann                     | han spelar                  | han kan                     |
| 1Pl       | wir spielen                   | wir können                   | mir spillen                   | mir kënnen                   | we play                       | we can                    | we spelen                    | we kunnen                    | wi speelt                    | wi köönt                    | vi spelar                   | vi kan                      |
| 2Pl       | ihr spielt                    | ihr könnt                    | dir spillt                    | dir kënnt                    | you play                      | you can                   | jullie spelen                | jullie kunnen                | ji speelt                    | ji köönt                    | ni spelar                   | ni kan                      |
| 3Pl       | sie spielen                   | sie können                   | si spillen                    | si kënnen                    | they play                     | they can                  | ze spelen                    | ze kunnen                    | se speelt                    | se köönt                    | de spelar                   | de kan                      |
Morphologiquement les auxiliaires modaux se distinguent des autres verbes au minimum par une absence de désinences aux 1re et 3e personnes du singulier (C'est le cas de l'allemand, mais aussi du néerlandais, du bas saxon ou de l'islandais) ou même par disparition des désinences du présent (le -s de la 3e personne en anglais, le -r de toutes les personnes des langues scandinaves) .
Sur le plan syntaxique le verbe qu'ils modalisent n'est jamais précédé d'une préposition à la différence de la plupart des autres verbes, ce qui fonde le terme d'auxiliaire (à la notable exception de plusieurs modaux islandais). Si l'on peut considérer le verbe anglais ought comme un modal, on hésite à en faire un auxiliaire au même titre que must puisque l'on dit you must read this book (il faut que tu lises ce livre) , mais you ought to read this book (tu devrais lire ce livre).
Voici l'ensemble des auxiliaires modaux : en première ligne leur infinitif et en seconde ligne la forme du présent et du prétérit (passé) aux 1re et 3e personnes du singulier. Les verbes de même valeur peuvent appartenir à des familles étymologiques différentes, et des verbes étymologiquement apparentés avoir pris au cours du temps des valeurs quelque peu différentes.
| Les auxiliaires modaux   | Les auxiliaires modaux | Les auxiliaires modaux | Les auxiliaires modaux | Les auxiliaires modaux | Les auxiliaires modaux | Les auxiliaires modaux | Les auxiliaires modaux | Les auxiliaires modaux    |
| ------------------------ | ---------------------- | ---------------------- | ---------------------- | ---------------------- | ---------------------- | ---------------------- | ---------------------- | ------------------------- |
| Valeur modale            | Anglais                | Allemand               | Néerlandais            | Bas saxon              | Danois                 | Suédois                | Norvégien              | Islandais                 |
| Capacité Possibilité     | can could              | können kann konnte     | kunnen kan kon         | könen kann kunn        | kunne kan kunne        | kunna kan kunde        | kunne kan kunne        | geta (1) getur gat        |
| Nécessité Probabilité    | must                   | müssen muß musste      | moeten moet moest      | möten mutt muss        | måtte (2) må måtte     | måste (2) måste        | måtte(2) må måtte      | verða (3) verður (4) vaið |
| Nécessité Probabilité    |                        |                        |                        |                        | skulle skal skulle     | skola skall skulle     |                        |                           |
| Volonté                  | will would             | wollen will wollte     | willen wil wou         | wüllen will wull       | ville vil ville        | vilja vill ville       | ville vil ville        | vilja vill vildi          |
| Autorisation             | can could              | dürfen darf durfte     |                        | dörven dörv dorv       | måtte (2) må måtte     | få får fick            |                        | mega má mátti             |
| Autorisation             | may might              |                        | mogen mag mocht        | mögen mag much         | burde bør burde        | böra bör borde         | burde bør burde        | eiga (3) á ætti           |
| Devoir moral Incertitude | shall should           | sollen soll sollte     | zullen zal zou         | schölen schall schull  | skulle skal skulle     | skola skall skulle     | skulle skal skulle     | skulu skal skuldi         |
| Devoir moral Incertitude | ought to (5) ought     |                        |                        |                        | burde bør burde        | böra bör borde         | burde bør burde        | eiga (3) á ætti           |
| Volonté atténuée         |                        | mögen möchte           |                        | mögen much             |                        |                        |                        |                           |
| Valeur temporelle        | Anglais                | Allemand               | Néerlandais            | Bas saxon              | Danois                 | Suédois                | Norvégien              | Islandais                 |
| Futur                    | will                   |                        |                        | wüllen                 | ville                  |                        | ville                  | munu                      |
| Futur                    | shall                  |                        |                        | schölen                | skulle                 | skola                  | skulle                 | skulu                     |

1- L'islandais emploie un verbe appartenant à la même famille étymologique que les autres langues : kunna, savoir faire, être apte à, mais le verbe qu'il modifie est précédé de la préposition að. Ce n'est pas le cas de geta, qui toutefois est suivi d'un verbe au participe passé et non d'un infinitif.
2- Ces verbes ne sont pas apparentés étymologiquement à must, müssen, moeten et möten, mais à may, mögen, mogen et mögen.
3- Ce verbe doit être suivi de la préposition að .
4- Verð : 1re.pers.sing.  ;  verður :3ème.pers.sing. 
5- Il n'est pas toujours considéré comme un auxiliaire modal parce que le verbe qu'il régit est précédé de la préposition to.
Ces verbes modaux sont susceptibles d'avoir une valeur épistémique ou non épistémique ; dans le premier cas, c'est l'énonciateur qui exprime son avis sur les conditions ou les chances de réalisation de l'énoncé : Er muss bald kommen (Il doit bientôt venir, il est très probable qu'il vienne bientôt) ; dans le second, c'est le sujet de la phrase qui manifeste son avis : Wir mussten zwei Stunden warten (Nous avons dû / il a fallu que nous attendions deux heures). Grâce à leur valeur épistémique le choix d'un de ces verbes permet à l'énonciateur de nuancer le degré de certitude qu'il accorde à l'énoncé. Ainsi l'énoncé allemand Dieses Gerücht ist wahr (Cette rumeur est vraie) peut passer d'une quasi affirmation à une grande incertitude selon le modal ajouté : Dieses Gerücht dürfte wahr sein (est probablement) , dieses Gerücht kann wahr sein (peut-être) , dieses Gerücht mag wahr sein (il se peut que) , dieses Gerücht könnte wahr sein (il se pourrait que) , dieses Gerücht soll wahr sein (est, dit-on) , dieses Gerücht will wahr sein (prétend être) . Ces variations et la signification de chaque verbe peuvent varier d'une langue à l'autre.
Les trois premières rangées correspondent à des verbes qui ont des emplois très proches dans ces langues, mais s'y ajoute la possibilité d'exprimer le futur (ou futur proche) en anglais, danois, suédois, norvégien ; ainsi dans cette dernière langue : Det vil snø (Il va neiger). Les séries suivantes ont des emplois plus diversifiés d'une langue à l'autre.
En allemand dürfen exprime une permission, une autorisation : Darf ich Sie fragen ? (Puis-je vous demander) et dans son emploi épistémique la possibilité : Das dürfte wohl geschehen (Cela pourrait bien arriver). Le verbe bas saxon dörven est apparenté à l'allemand, les verbes scandinaves apparentés signifient oser :
Les modaux issus de l'ancien haut-allemand scolan/sculan peuvent tous traduire une obligation morale : shall en anglais, surtout au prétérit I should ( Je devrais) , sollen en allemand : sie sollen wissen (vous devez savoir), zullen en néerlandais : je zult het doen (tu dois le faire), schölen en bas saxon: dat schall daan wesen (ça doit être fait / c'est à faire), skola / skulle /skulu dans les langues scandinaves : Þú skalt ekki koma (islandais, tu ne dois pas venir . Il peut s'employer aussi avec une valeur épistémique :   hij zou ziek  zijn (néerlandais),  he schull süük wesen (bas saxon), han skall vara sjuk (suédois), (Il doit être malade, il est peut-être malade). Enfin il exprime le futur, généralement associé à une idée d'intention en néerlandais et dans les langues scandinaves, aussi une idée de devoir en bas saxon : Vi skal hjelpe deg (norvégien, nous allons t'aider), Wi schöölt di hölpen (bas saxon, nous t'aiderons - évidence, fatalité ou devoir) contre Wi wüllt di hölpen (bas saxon, nous allons t'aider - intention). En suédois ce futur exprime plutôt une décision ou un devoir : jag kommer att åka till Sverige signale simplement un fait : Je vais partir en Suède (avec le verbe venir suivi du verbe à l'infinitif précédé de la préposition att) alors que l'emploi de skola y ajoute la notion de devoir ou d'obligation : jag ska åka till Sverige (même traduction). L'anglais et le bas saxon utilisent aussi le verbe will / wüllen pour exprimer le futur, dans les deux langues avec une idée d'intention.
Les verbes böra / burde des langues scandinaves expriment aussi un devoir moins marqué que skulle : Hva bør jeg gjøre ? (norvégien, que dois-je faire ?)